# بیلی باست
بیلی باست (به انگلیسی: Billy Bassett) بازیکن فوتبال زادهٔ ۲۷ ژانویه ۱۸۶۹ اهل کشور انگلستان بود که سابقهٔ بازی در تیم ملی فوتبال انگلستان را در کارنامهٔ خود دارد. وی در تاریخ ۳۱ مارس ۱۸۸۸ نخستین بازی ملی خود را در مقابل تیم ملی فوتبال ایرلند انجام داد و با حضور در ۱۶ بازی ملی، در تاریخ ۴ آوریل ۱۸۹۶ واپسین بازی ملی‌اش را در برابر تیم ملی فوتبال اسکاتلند برگزار کرد.
این بازیکن توانسته در بازی‌های ملی، ۷ گل به ثمر برساند.